# 헤어 러브
《헤어 러브》(Hair Love)는 미국에서 제작된 에버렛 다우닝 주니어 감독의 2019년 애니메이션, 가족 영화이다. 카렌 루퍼트 톨리버 등이 제작에 참여하였다. 이 영화는 2017 킥스타터 캠피인 이후에 제작되었으며 2019년 5월 아동서로서 Vashti Harrison의 일러스트레이션과 함께 출판되었다. 제92회 아카데미상에서 아카데미 단편 애니메이션 작품상을 수상했다. 이 단편작은 2020년 7월 HBO 맥스에 의해 Young Love라는 제목의 시리즈물로 이어졌다.